# 张资平
張資平（1893年5月24日—1959年12月2日），原名張星儀，广东梅县人。東京帝國大學地質科毕业，文學家，與郭沫若、郁達夫一起服務创造社，擔任理事。抗日戰爭結束後，因汉奸罪被捕。

## 生平
生於梅縣東山。高祖在廣州開綢緞莊而發達，有兩百畝田產。但因為南洋貿易的影響，農村經濟漸漸衰落，家境轉落。五歲破學，由父親教識字讀書。1901年，父親下南洋闖蕩，被寄在蒙塾生活。10月，祖父猝逝，只好作罷，轉做小學老師。1906年，入浸信會廣益學校讀書。1910年9月，因家中原因，不能久等清華的復試，考入廣州巡警學堂。1911年，廣州光復後，考到了官費留日。1914年7月，考入第一高等學校預備科。
1915年，分配至熊本五高，肄業，考入東京帝國大學地質科，1918年5月，因反對中日軍事密約回國請願。1922年5月畢業後，在蕉嶺鉛礦廠做經理。1926年，任武昌第四中山大學地質系主任。同時受郭沫若推薦，為鄧演達翻譯日本資訊。1928年3月，在大夏大學人文學系教授，講小說學。同年創辦樂群書店，辦《樂群月刊》。
1938年秋，任廣西大學教職。參與興亞建國運動，因此在1947年以漢奸罪被逮捕。1948年4月，被判處一年三個月徒刑，1949年1月，二審發回更裁。
1953年，由時任上海市副市長潘漢年介紹到上海市成都二中教書。1955年，再次因漢奸罪被逮捕。1958年，被判處20年徒刑。1959年12月2日，在安徽勞改農場病故。

## 作品
- 处女作《约檀河之水》（1920年11月发表）
- 长篇小说《冲积期化石》《飞絮》《苔莉》《最后的幸福》《长途》《糜烂》《爱力圈外》《青春》《红雾》《天孙之女》《爱之涡流》《跳跃着的人们》《柘榴女》《群星乱飞》《上帝的儿女们》《脱了轨道的星球》《北极圈里的国王》《明珠与黑炭》。
- 短篇小说集《爱之焦点》《不平衡的偶力》《梅岭之春》《素描种种》《雪的除夕》等。

## 其他
- 鲁迅概括张资平的小说学的全部精华，是一个“△”。[1]也就是一個空心三角形，不過是「三角戀愛」的變種，並沒有任何新的內容。魯迅認為張資平氏的小說學，缺乏實踐經驗。他自己也只是一個寫三角戀愛小說的作家，沒有任何其他類型的寫作經驗。
- 现广东省梅州市梅县区留余堂为张氏故居。
- 张资平的儿子张赞祖，1957年被划成右派，在劳改营养马时，因拉马出水塘，不幸淹死[2]。